# 一等侍衛
一等侍衛，又稱頭等侍衛。清朝正三品武職，定員為60人，隸屬於侍衛處，受領侍衛內大臣、內大臣統轄，為清代皇帝的禁衛軍。

## 建置
成員為滿洲八旗上三旗（鑲黃旗、正黃旗、正白旗）子弟，其他旗籍或漢人出身者須寄籍於上三旗。
雍正五年（1727年）制定漢侍衛制度後，武狀元也會被授予一等侍衛的職位。清代擔任侍衛乃是一條旗人勳貴、重臣後代等得以快速升遷的捷徑，憑藉侍衛體系便可以快速達到高品級，還可以與皇帝有所關聯，因此多數在之後便可出任朝廷的高級官員之職。
一等侍衛缺出，於二等侍衛內揀選補放。